# علیرضا طالب‌زاده
علیرضا طالب‌زاده (زاده ۱۳۴۳ - تهران) فیلم‌نامه‌نویس سینما و تلویزیون اهل ایران است.

## زندگی‌نامه
علیرضا طالب‌زاده سال ۱۳۴۳ در تهران به دنیا آمد. وی فعالیت هنری را با آموزش در کلاس‌های کانون پرورش فکری کودکان و نوجوانان از سال ۱۳۶۱ و کار سینما را سال ۱۳۶۵ به عنوان دستیار کارگردان در «آن سوی آتش»، با همکاری کیانوش عیاری آغاز کرد. مدرسه پیرمردها، عشق طاهر، ندارها و استرداد از جمله فیلم‌های سینمایی است که طالب‌زاده نوشته‌است. او در تلویزیون نیز فعالیت گسترده ایی داشته و سریال‌های صاحبدلان، در پناه تو و سرزمین مادری (با نام اولیه سرزمین کهن) و ابله به قلم وی نوشته شده‌است.

## مجموعه تلویزیونی
- چرخِ فلک
- ابله
- سرزمین مادری
- رقص پرواز
- صاحبدلان
- دوران سرکشی
- در پناه تو

## دستیار کارگردان
- ۱ - قهرمان (۱۳۷۰)
- ۲ - تمام وسوسه‌های زمین (۱۳۶۸)
- ۳ - آن سوی آتش (۱۳۶۶)

## سینما
- ۱ - استرداد (۱۳۹۰)
- ۲ - ندارها (۱۳۸۸)
- ۳ - من و شیطان (۱۳۸۷)
- ۳ - سفر سرخ (۱۳۷۹)
- ۴ - عشق طاهر (۱۳۷۸)
- ۵ - مدرسه پیرمردها (۱۳۷۰)

## طرح اولیه داستان
- ۱ - سفر سرخ (۱۳۷۹)
- ۲ - لاک قرمز (۱۳۹۴)

## دستیار تدوین
- ۱ - سکوت (۱۳۶۹)